# Salah Larbes
Salah Larbes (Argel, 16 de setembro de 1952 – 26 de fevereiro de 2024) foi um futebolista argelino. Ele competiu na Copa do Mundo FIFA de 1982, sediada na Espanha, na qual a seleção de seu país terminou na 13º colocação dentre os 24 participantes.

## Morte
Larbes morreu no dia 26 de fevereiro de 2024, aos 71 anos.